# Persecuzione religiosa

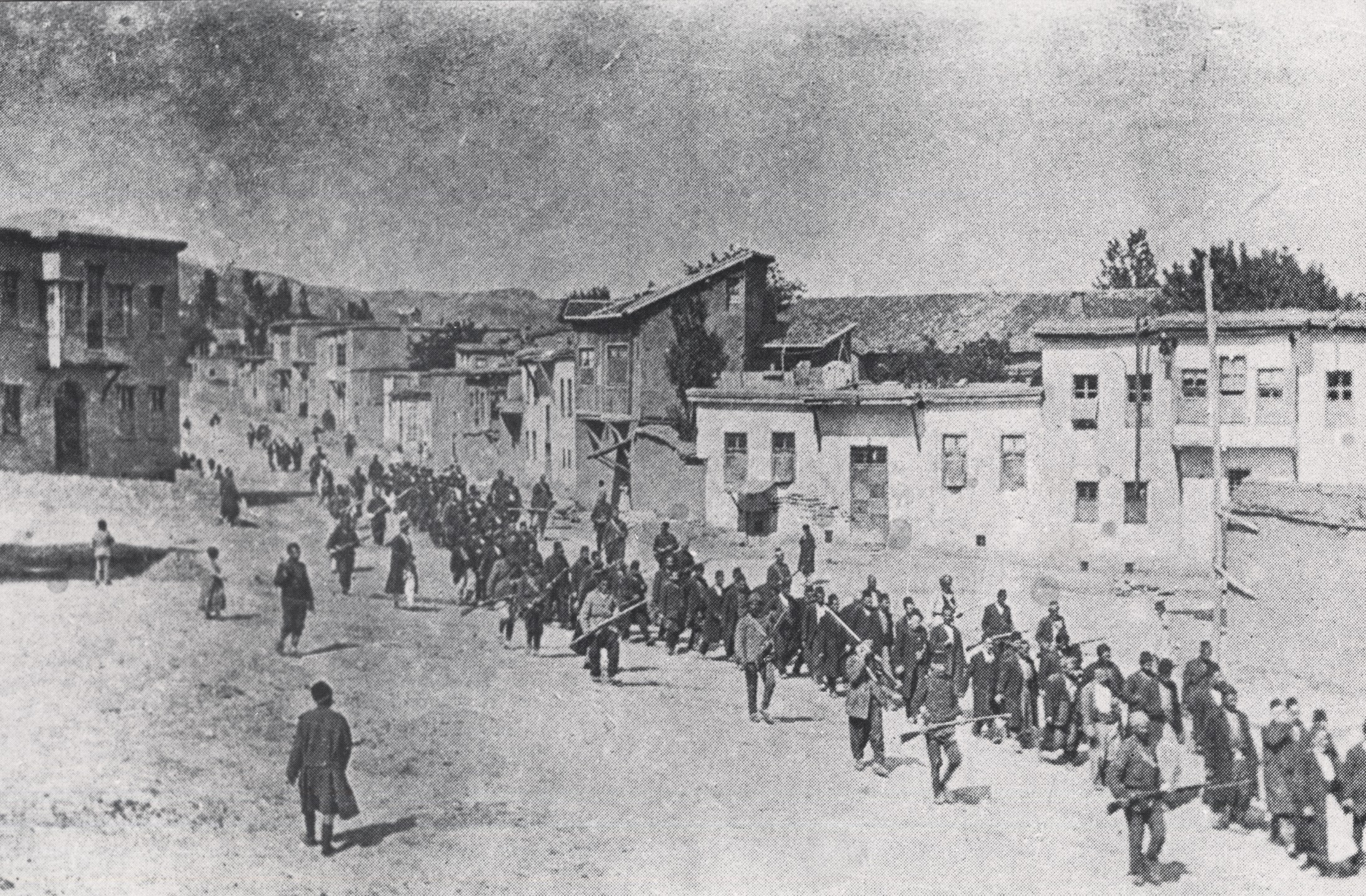
Deportazione di civili armeni verso un campo di prigionia, 1915. Il genocidio armeno perpetrato dai turchi è uno dei casi più noti di persecuzione religiosa nel XX secolo.

La persecuzione religiosa è il maltrattamento sistematico di un individuo o di un gruppo di individui, anche in relazione alla negazione di diritti, come una risposta al loro credo religioso. La tendenza della società o dei gruppi all'interno della società di alienare o reprimere il credo religioso è un tema ricorrente nella storia dell'uomo. Inoltre, poiché le convinzioni religiose di una persona determinano spesso in misura significativa la sua moralità e l'identità personale, le differenze religiose possono generare importanti fattori culturali.
La natura della persecuzione può comprendere la censura, la distruzione di beni ed edifici, l'arresto di fedeli fino ad arrivare all'attuazione di vere e proprie pratiche di sterminio.
Diverse religioni sono di volta in volta considerate inaccettabili da singoli stati, da maggioranza religiose ma anche da gruppi sociali indipendenti. A livello sociale, questa disumanizzazione di un particolare gruppo religioso può facilmente trasformarsi in violenza o altre forme di persecuzione, provocate da fanatismo (la denigrazione del credo religioso diverso da parte di un altro credo) o dalle autorità, quando si considera un particolare gruppo religioso come una minaccia ai propri interessi o alla propria sicurezza.
Forme di persecuzione sono presenti anche in stati nei quali, sebbene venga formalmente riconosciuta la libertà religiosa, alcuni gruppi religiosi vengono popolarmente considerati non accettabili.

## Situazione Attuale

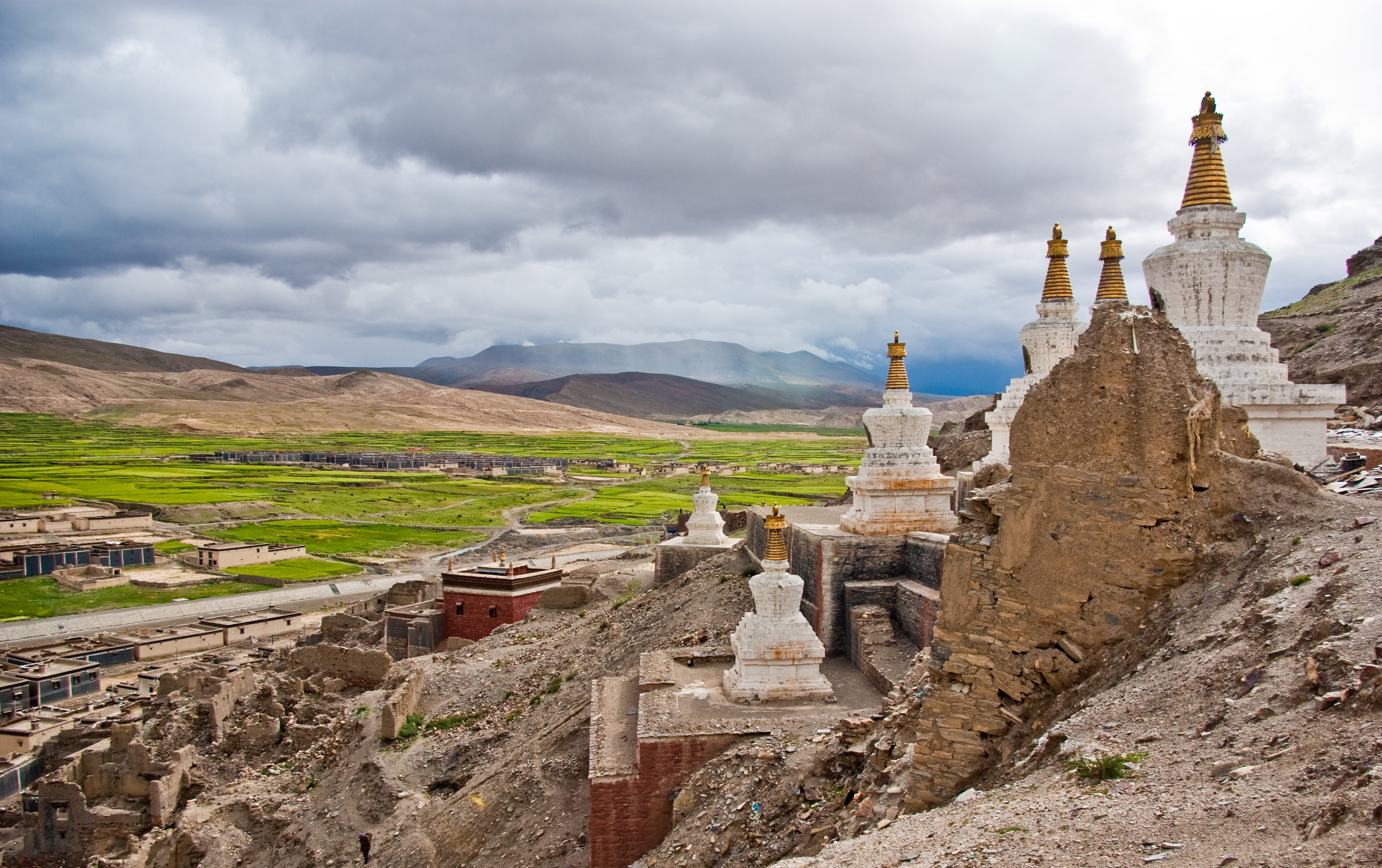
Il monastero di Sakya, in Tibet, ora parzialmente ricostruito, è uno degli oltre seimila monasteri tibetani distrutti dai cinesi dopo la conquista del paese.

La persecuzione religiosa è attualmente estremamente diffusa. Si stima che in quasi il 90% dei paesi, nel periodo 2000-2007, sono stati documentati casi di violenza fisica o deportazione dovuti a mancanza di libertà religiosa. Le persecuzioni sono quindi pervasive e sono raramente coperte dall'attenzione dei media, che si concentrano sui pochi casi più noti all'opinione pubblica, come la Cina, il Sudan e l'Afghanistan.
Dal punto di vista geografico la situazione più grave si registra nel Medio Oriente, nell'Africa Settentrionale e nell'Asia meridionale, dove persecuzioni religiose violente sono in atto in tutti i paesi e sono di fatto divenute la norma. In particolare, tutti paesi dell'Asia meridionale (Afghanistan, Bangladesh, Nepal, Pakistan, India e Sri Lanka) hanno registrato elevati livelli di persecuzione. La situazione è invece decisamente migliore nell'Africa subsahariana, nell'Europa e nell'emisfero occidentale, dove la libertà religiosa appare decisamente meglio tutelata.
Se si prende in considerazione l'intensità della persecuzione, si può rilevare come, sempre nel periodo 2000-2007, in ben 25 paesi sono stati registrati abusi su oltre diecimila vittime. I dati, va rilevato, sono inevitabilmente sottostimati, soprattutto in relazione ai paesi dove manca la libertà di stampa e diversi gruppi religiosi mancano di diritti e tutele minime, tanto da non poter nemmeno comunicare persecuzioni o criticità.
Dal punto di vista del profilo religioso dei paesi, la situazione migliore si ha nei paesi a maggioranza cristiana o senza una chiara maggioranza religiosa, dove nel 73 e nel 67% dei casi il numero di abusi documentati è pari a zero (22 e 25%) o comunque inferiore a 200 (51 e 42%). Situazione opposta si registra invece nei paesi con altre maggioranza religiose (mussulmane, induiste, atee, ecc.) dove sono sistematicamente documentati casi di abuso, in prevalenza nella fascia di maggiore criticità (cioè nei paesi dove i casi segnalati sono superiori a 200).

## Storia delle Persecuzioni
Storicamente, le persecuzioni religiose avvengono prevalentemente in tempi di crisi e di rapidi cambiamenti sociali, durante i quali le autorità o la popolazione tendono a porre barriere rigide nei confronti di chi è considerato ai margini del consorzio civile.
La persecuzione religiosa è spesso una forma di conflitto sociale che si sovrappone a più ampi conflitti nella società e per questo ha conseguenze che vanno al di là dell'ambito religioso. Le persecuzioni religiose hanno ad esempio spesso anche una dimensione politica: in questi casi, i gruppi religiosi minoritari vengono percepiti come una minaccia all'ordine costituito o desiderato dalle autorità. Talvolta è inoltre presente anche una dimensione economica.

### Persecuzioni nella storia antica

#### L'Antico Egitto
Il faraone Akhenaton promosse il culto di Aton, una forma di monoteismo o enoteismo, e diede ordine di eliminare le immagini e i culti degli altri dei in tutto l'Egitto, con un atteggiamento probabilmente sconosciuto per quel tempo.

#### Il monoteismo ebraico
Con Abramo, il primo dei patriarchi, l'ebraismo si affermò come religione rigorosamente monoteistica, la prima documentata nel territorio delle popolazioni cananee.
Il popolo ebraico si distinse dai gentili (i non ebrei), nella convinzione di essere stato scelto, in quanto popolo eletto, per far parte di un'alleanza con Dio. Fa parte di questa concezione anche il concetto di Terra promessa e il rifiuto dell'idolatria.
In alcuni passi della Tanakh le guerre contro altri popoli antichi assumono spesso connotazioni religiose (ad esempio, nel Deuteronomio 20:16-17, nell'Esodo 17:16, nei Libri di Samuele 15:18).

#### L'Impero romano

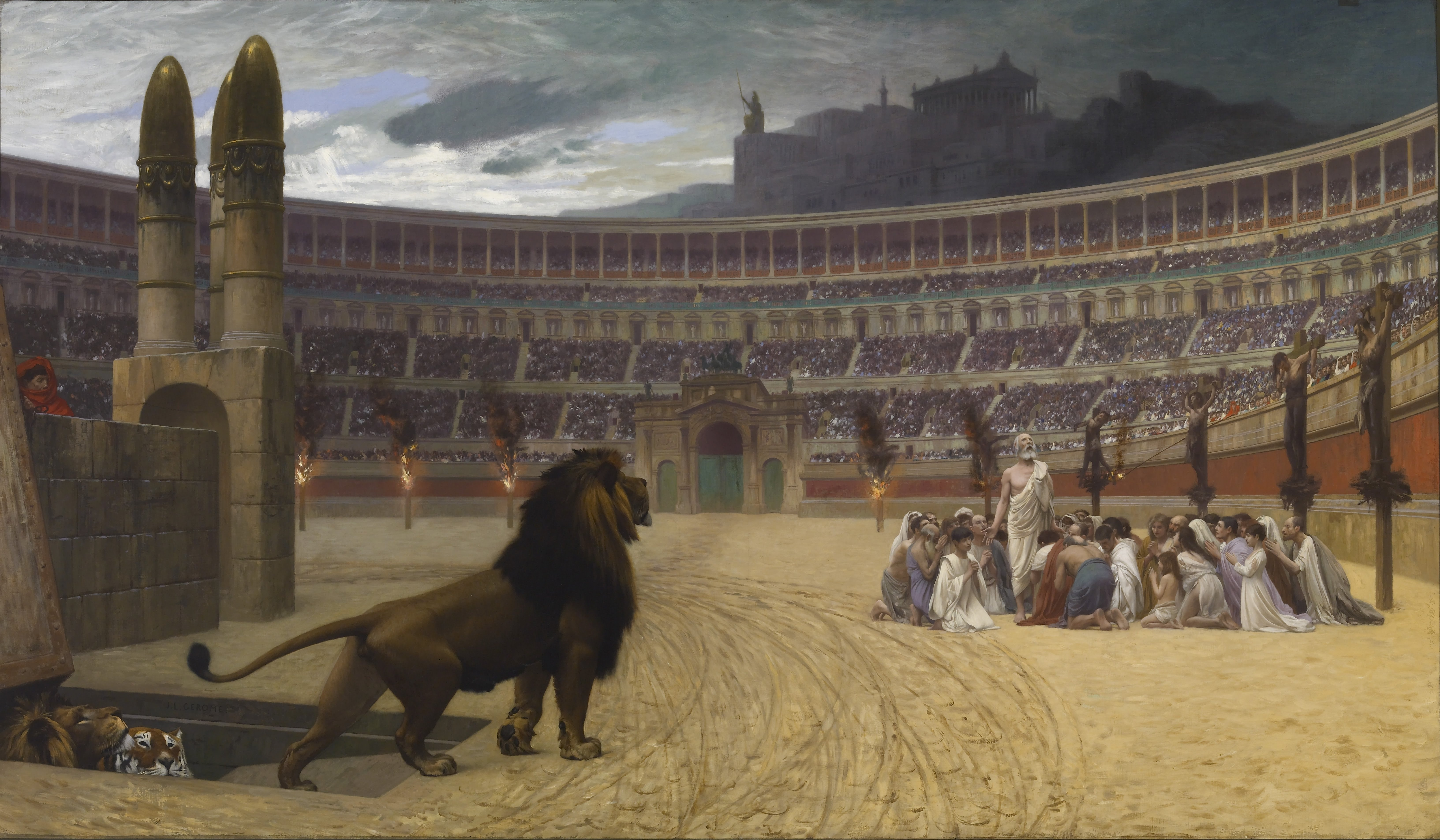
Martiri cristiani nel Circo Massimo nel dipinto ottocentesco di Jean-Léon Gérôme L'ultima preghiera dei martiri cristiani (1883)

Tra le caratteristiche salienti della religione romana possono essere individuate il politeismo e un certo grado di tolleranza verso altre realtà religiose. La ricchezza del pantheon romano è dovuta anche alla seductio che comportava l'assimilazione delle divinità venerate dai popoli con i quali Roma entrava in contatto.
Non mancarono comunque forti attriti con i popoli conquistati, come avvenne ad esempio la persecuzione della  classe druidica celtica e con la distruzione del tempio di Gerusalemme, nel corso della Prima guerra giudaica.
I primi cristiani furono invece perseguitati, in fasi alterne, perché la loro religione era lontanissima dalla radicata mentalità pagana e veniva percepita come una minaccia alla Pax deorum e all'autorità del Pontefice massimo. Per questo, le autorità romane desideravano che la nuova religione fosse eliminata. I cristiani, considerati "atei", furono oggetto di una forte persecuzione sotto Nerone, cui seguirono condanne e violenze sporadiche nel II secolo, che anticiparono le vaste persecuzioni del III secolo. Plinio il Giovane definirà il cristianesimo superstitio, termine che indicava “ogni religione implicante un timore eccessivo degli dèi” e pertanto probabile causa di disordini popolari. Come tali erano represse anche magia e astrologia, e lo erano stati in precedenza i baccanali, il druidismo ed il culto di Iside.
Con la progressiva sostituzione del Cristianesimo al Paganesimo, furono i pagani a diventare in alcuni casi oggetto di persecuzione, soprattutto nel corso del IV secolo. Alcuni studiosi parlano di persecuzione dei pagani attestate anche in seguito, almeno fino al 640.

### Storia medievale

#### Il Jihād islamico
Jihād è una parola araba che deriva che significa "esercitare il massimo sforzo" e, in ambito islamico connota un ampio spettro di significati, dalla lotta interiore spirituale per attingere una perfetta fede fino alla guerra come risposta in caso di attacco.
La tradizione islamica ritiene infatti che quando i musulmani vengono attaccati diventi obbligatorio per ogni singolo musulmano difendere la propria comunità partecipando allo jihād (jihād difensivo). Impegno diverso, che in questo caso non coinvolge i singoli fedeli ma la comunità nel suo insieme, è quello teso ad espandere i domini musulmani (jihād offensivo).
La rapida espansione araba a partire dal VII secolo generò inevitabili attriti con i gruppi religiosi presenti nei vasti territori conquistati. In generale, i fedeli di religione non islamica erano soggetti a condizioni sociali e finanziarie sfavorevoli, che spesso generavano rivolte.
Ad esempio, tra il 725 e il 773 i copti si ribellarono sei volte contro le pesantissime imposte che gravavano sui cristiani, e la situazione si ripeté più avanti, tra il 794 e l'830, ottenendo come risultato un ulteriore aggravio delle tasse e un conseguente abbandono, da parte di molti, della fede cristiana.
Non mancarono, inoltre, le persecuzioni violente. Nell'area persiana, i nestoriani furono vittime di persecuzioni sotto Hārūn al-Rashīd (786-809) e al-Mutawakkil (847-861), mentre in Egitto durissime furono le persecuzioni contro i copti da parte di al-Hakim (996-1020), cui seguirono violenze e distruzioni di chiese sotto gli Ayyubiti (1171-1252) e poi sotto i Mammelucchi, tanto che il 1321 segnerà un punto di non ritorno per la Chiesa copta. Solo a tratti sanguinose, a generalmente di carattere sociale ed economico, sono state invece le persecuzioni subite dai cristiani giacobiti in Siria. Tra gli esempi più noti di violenza religiosa è inoltre possibile ricordare, pochi anni dopo la caduta di Costantinopoli (1453), il massacro degli abitanti di Otranto (1480) che non avevano accettato di convertirsi all'Islam.

#### Le crociate
Le crociate furono una serie di guerre, combattute tra l'XI e il XIII secolo fra eserciti di regni cristiani europei ed eserciti musulmani prevalentemente sul terreno dell'Anatolia e nel Mediterraneo orientale (ma anche in Europa, in Egitto e in Tunisia). Anche se esse furono benedette e spesso invocate dal Papato e motivate da un sentimento eminentemente religioso che intendeva liberare dall'occupazione musulmana la terra dove nacque, predicò e morì Gesù, non si tratta propriamente di guerre di religione, dato che lo scopo non fu mai quello di costringere i musulmani a cambiare religione, neppure dopo le avvenute conquiste. Non mancarono, però, richiami di autorevole fonte cristiana circa l'assenza di peccato nell'eliminazione fisica degli avversari nella fede

#### Il contrasto delleeresiecristiane
Il termine eresia viene usato per indicare una dottrina che si discosta dai dogmi e dai principî di una determinata religione e quindi diviene oggetto di condanna o scomunica. Il termine venne ampiamente impiegato da Ireneo di Lione nel suo trattato Contra haeresis per contrastare i suoi oppositori all'interno della Chiesa cristiana.
In seguito, varie opere dello scrittore cristiano Tertulliano sono dirette contro alcuni eretici, come Marcione, Valentino, Prassea. Il Padre della Chiesa Agostino d'Ippona rivolse la sua polemica principalmente contro i manichei, i donatisti e i pelagiani. In un decreto successivo alla vittoria su Licinio e al Concilio di Nicea I, Costantino I condannò le dottrine degli eretici Novaziani, Valentiniani, Marcioniti, Paulianisti e Catafrigi.
Nel XII secolo altri movimenti vennero dichiarati eretici come nel caso degli arnaldisti, dei catari dei valdesi, degli speronisti e i loro esponenti furono perseguitati. Per combattere con più decisione le eresie la chiesa cattolica approvò l'istituzione di nuovi strumenti, come la Milizia di Gesù Cristo e l'inquisizione.
In particolare il catarismo, che affiorò contemporaneamente in diversi punti d'Europa con l'ambizione di creare una nuova Chiesa, venne duramente represso e il papa Innocenzo III bandì nel 1208 una crociata di sterminio. Nel 1244, la caduta dell'ultima roccaforte di Montségur, nel sud della Francia, con il conseguente rogo di circa duecento catari, determinò la fine dell'avventura del catarismo.
Le persecuzioni contro i valdesi, invece, durarono per secoli sfociarono in episodi cruenti come la strage di Calabria e le pasque piemontesi.

### Storia moderna

#### L'inquisizione

Simbolo dell'Inquisizione

L'inquisizione fu un'istituzione ecclesiastica fondata dalla Chiesa cattolica per indagare e punire, mediante un apposito tribunale, i sostenitori di teorie considerate contrarie all'ortodossia cattolica.
Storicamente, l'Inquisizione si può considerare stabilita già nel Concilio presieduto a Verona nel 1184 da papa Lucio III e dall'imperatore Federico Barbarossa e fu perfezionata da Papa Innocenzo III e dai successivi papi con l'occorrenza di reprimere il movimento cataro e di controllare i diversi movimenti pauperistici.
Nel 1252, con la bolla Ad extirpanda, papa Innocenzo IV autorizzò l'uso della tortura e papa Giovanni XXII estese i poteri dell'Inquisizione nella lotta contro la stregoneria.
Tale Inquisizione medievale si distingue dall'Inquisizione spagnola, istituita da papa Sisto IV nel 1478 su richiesta dei sovrani Ferdinando e Isabella, che fu estesa nelle colonie dell'America centro-meridionale e nel Regno di Sicilia (ma non nel Regno di Napoli per la fiera opposizione popolare), e dall''Inquisizione portoghese, istituita nel 1536 da papa Paolo III su richiesta del re Giovanni III, che si estese dal Brasile, alle Isole di Capo Verde e a Goa, in India.
Allo scopo di combattere più efficacemente la Riforma protestante, il 21 luglio 1542 Paolo III emanò la bolla Licet ab initio, con la quale si costituiva l'Inquisizione romana, che aveva il compito esplicito di mantenere e difendere l'integrità della fede, esaminare e proscrivere gli errori e le false dottrine. A questo scopo fu anche creato l'Indice dei libri proibiti. Tra i processi famosi celebrati dal tribunale dell'Inquisizione si ricordano quello a carico di Giordano Bruno, finito con la sua messa al rogo, il processo a Galileo Galilei e i cinque processi, con applicazione della tortura, contro Tommaso Campanella.
Nel corso del XIX secolo gli Stati europei soppressero i tribunali dell'Inquisizione, che fu mantenuta soltanto dallo Stato Pontificio finché con il Concilio Vaticano II, in un clima completamente mutato, assunse il nome di Congregazione per la dottrina della fede.

#### Le repressioni in Giappone

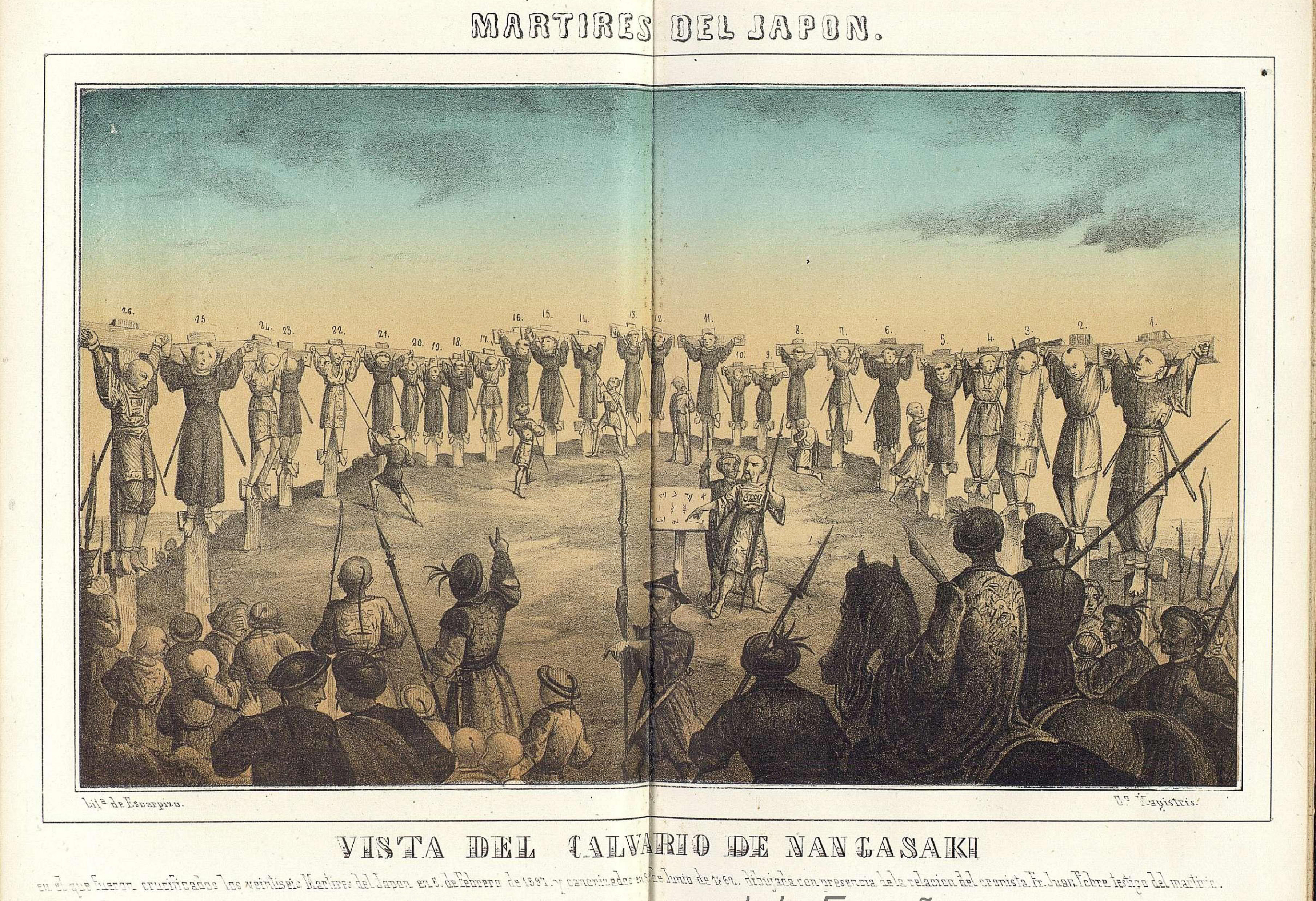
Crocifissione di cristiani a Nagasaki nel 1597.

Alla fine del XVI secolo ebbe inizio una grande persecuzione in Giappone contro i cristiani, che stavano conoscendo una rapida espansione, soprattutto nel Kyūshū e a Kyoto. I governanti del tempo, temendo l'autorità religiosa di uno straniero (il papa), avviarono una feroce repressione, con crocifissioni pubbliche sia di missionari che di convertiti.
La persecuzione terminò nel 1637 con la rivolta di Shimabara, quando furono uccise circa 40.000 persone. Da allora i pochi cristiani superstiti continuarono a praticare la loro fede in segreto, da cui il loro nome di kakure kirishitan ("cristiani nascosti").

#### La caccia alle streghe
Il fenomeno della caccia alle streghe, cioè la ricerca e la persecuzione di donne sospettate di compiere sortilegi o di rapporti con forze oscure ed infernali, nacque all'incirca alla fine del XV secolo e perdurò fino all'inizio del XVIII secolo all'interno dell'occidente cristiano. Benché le prime tesi sulla stregoneria vengano fatte risalire alla letteratura cattolica del XV secolo, fu in particolare nelle regioni protestanti durante l'Umanesimo e il Rinascimento che il fenomeno ebbe maggior rilevanza e recrudescenza.

#### La Riforma protestante e le guerre di religione
Le guerre di religione sono state una serie di guerre condotte nell'Europa occidentale e settentrionale dall'inizio della Riforma protestante alla fine del XVII secolo. Anche se non sempre connessi tra loro, tutti questi conflitti sono stati fortemente influenzati dal cambiamento religioso del periodo e dalla rivalità che lo ha prodotto. Tra le guerre principali si possono citare:
- Quelle combattute nel Sacro Romano Impero immediatamente dopo la Riforma, come:
  - La Guerra dei contadini tedeschi
  - La Seconda guerra di Kappel
  - La Guerra di Smalcalda
- La Guerra degli ottant'anni nei Paesi Bassi
- Le Guerre di religione francesi del XVI secolo
- La Guerra dei trent'anni
- Le Guerre dei tre regni in Gran Bretagna
- La Guerra della Grande Alleanza

#### La Rivoluzione Francese

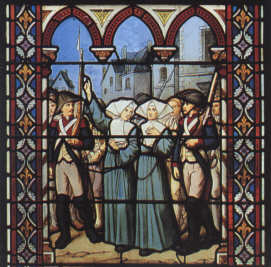
Avrillé, suore condotte all'esecuzione nel 1794.

La scristianizzazione fu un tratto caratterizzante della Rivoluzione francese. Già nel 1790 furono vietati i voti monastici e soppresse le congregazioni religiose comprese, dal 1792, anche quelle attive in ambito educativo e ospedaliero. L'azione assunse più volte connotati violenti: ad esempio, nella Somme André Dumont pose un divieto ai servizi religiosi, nella Nièvre Joseph Fouché vietò il culto fuori dalle chiese e ordinò la distruzione delle croci.
L'abbandono delle abbazie, con la vendita dei beni e la seguente distruzione degli edifici claustrali portò alla perdita di una componente di grande rilievo del cristianesimo francese, anche dal punto di vista artistico e culturale.
La situazione precipitò con l'avvento del Terrore. Prima, alcuni provvedimenti costrinsero tutti i sacerdoti a rinnegare il loro sacerdozio. Poi, le chiese vennero chiuse e alcune furono distrutte o vandalizzate. Al posto del Cristianesimo vennero istituiti altri culti, come quello della Ragione, dell'Essere Supremo e infine della teofilantropia. La stessa cattedrale di Notre-Dame fu trasformata in Tempio della Ragione, dove una giovane attrice impersonò il 10 novembre 1792 la Libertà.
Migliaia di sacerdoti vennero condannati alla deportazione alla Caienna, e moltissimi di loro morirono fucilati o per le privazioni subite. La repressione di rivolte popolari assunse, nel caso della Vandea, le forme dello sterminio di massa, tanto da essere recentemente concettualizzato, da alcuni studiosi, come genocidio.
Con l'espansione militare della Francia, la legislazione antireligiosa non venne sistematicamente applicata in tutti i territori occupati.  Se in Italia l'impatto fu minore, in Germania i sacerdoti che non giurarono fedeltà al regime dovettero invece abbandonare le loro parrocchie. Applicazione piena della normative antireligiosa venne invece imposta nel territorio dell'attuale Belgio: nel 1796 cinquecento abbazie vennero quindi chiuse, i religiosi dispersi, molte chiese saccheggiate, l'antica università di Lovanio soppressa. Più fortunati furono i cattolici olandesi: vennero privati dei diritti civili, ma poterono comunque praticare i loro culti, sia pure solo in privato e pagando delle imposte aggiuntive.

#### Il colonialismo

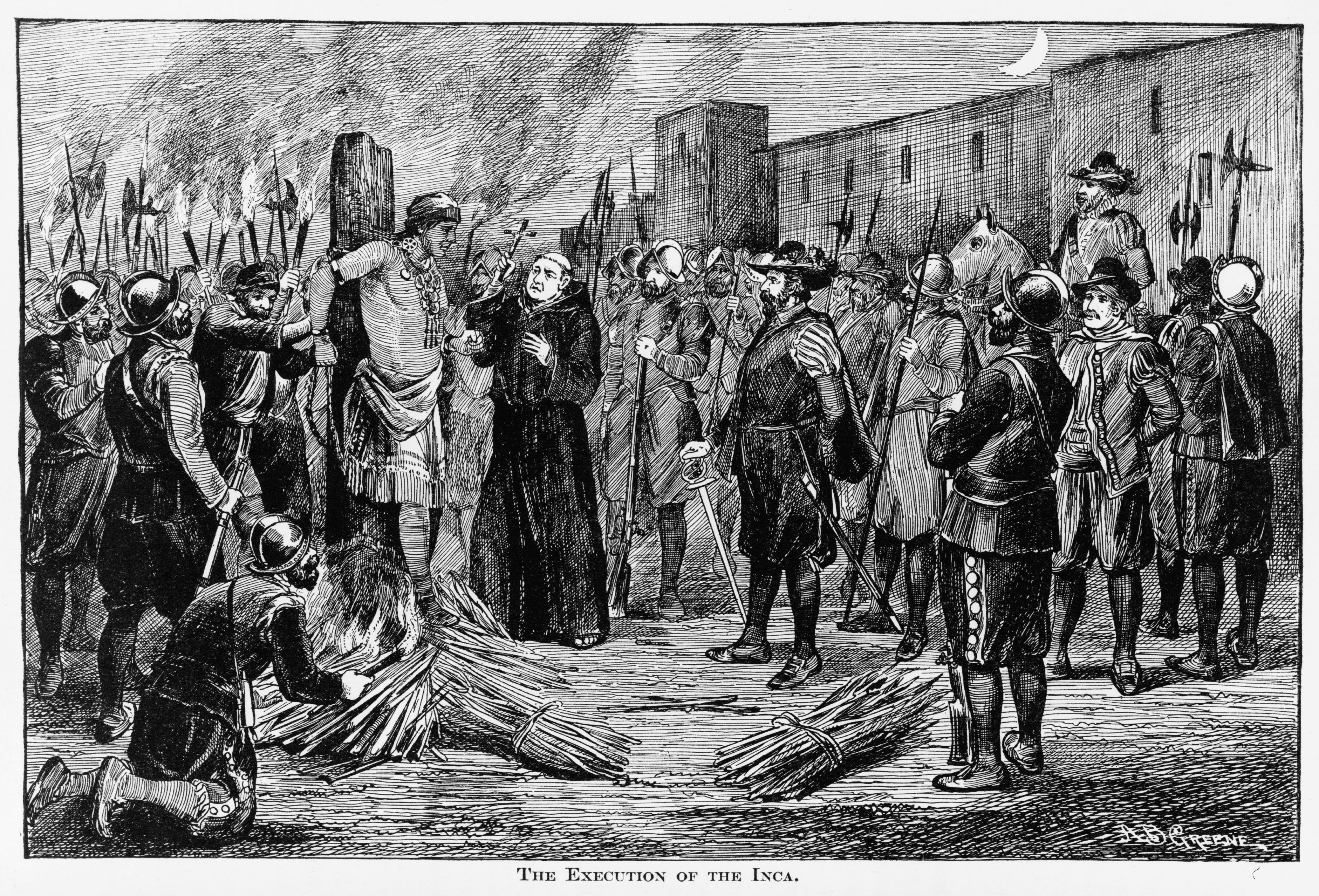
L'esecuzione dell'ultimo sovrano Inca Atahualpa da parte degli spagnoli. Illustrazione di A.B. Greene, 1891.

Il Colonialismo è un periodo storico caratterizzato dall'estensione della sovranità delle nazioni europee su altri territori e popoli, spesso per facilitare il dominio economico sulle risorse, sul lavoro e sul commercio di questi ultimi. Il termine indica anche l'insieme di convinzioni usate per legittimare o promuovere questo sistema, in particolare il credo che i valori e la civiltà dei colonizzatori fossero superiori a quelli dei colonizzati.
L'epoca coloniale, caratterizzata dal dominio di diversi Stati europei su altri territori extraeuropei, comincia nel XVI secolo, contemporaneamente alle esplorazioni geografiche europee e si conclude formalmente nella seconda metà del XX secolo, con la vittoria dei movimenti anti-coloniali.
Perseguendo l'obiettivo di "civilizzare" e propagare la fede cristiana, il processo di colonizzazione produsse spesso la sistematica distruzione culturale, e in molti casi anche fisica, delle popolazioni locali nel corso dei secoli successivi.

### Storia contemporanea

#### XX secolo
Il XX secolo è stato caratterizzato dall'inasprimento di forme di persecuzione religiosa, che hanno assunto in più occasioni i tratti del genocidio. Tre esempi molto conosciuti consentono di inquadrare la drammaticità e la persistenza del fenomeno.
- All'inizio del Novecento nel territorio dell'attuale Turchia vivevano circa tre milioni di cristiani, pari a un quinto dell'intera popolazione: tra questi, molti erano armeni, il cui genocidio ha però drammaticamente mutato il panorama religioso del paese, dove la presenza cristiana è oggi marginale[3].
- Sotto il nazionalsocialismo circa sei milioni di ebrei sono stati uccisi o sono morti per le privazioni: la memoria dell'Olocausto e dei campi di sterminio, la cui ferocia è stata documentata dalle stesse autorità naziste, ha segnato profondamente la storia europea moderna[3].
- Tra il 1966 e il 1976, durante la Grande rivoluzione culturale, in Cina, milioni di persone sono state deportate o hanno subito abusi perché percepite come un pericolo per il nuovo modello di società rivoluzionaria. In questo contesto, le pratiche religiose sono state vietate e i fedeli hanno dovuto fronteggiare la derisione, la carcerazione e la morte[3].
- Un documento segreto rivela I dettaglI del piano per la persecuzione deI movimentI definitI xie jiao (Bitter Winter ha ricevuto e pubblica un documento riservato che rivela i dettagli di come debba essere condotta la persecuzione dei movimenti elencati come xie jiao (“insegnamenti eterodossi”) tra l’aprile 2018 e il gennaio 2019. L’obiettivo principale è la Chiesa di Dio Onnipotente.)

Un tema di rilievo è inoltre la jihād islamica. In epoca coloniale le popolazioni musulmane insorsero contro gli stranieri sotto la bandiera dello jihād, come nel caso dei Moti indiani del 1857 cui peraltro parteciparono in maggioranza gli Hindu e della guerra d'Algeria contro la Francia. Quando l'Unione Sovietica invase l'Afghanistan nel 1979, l'eminente militante islamico ʿAbd Allāh Yūsuf al-ʿAzzām emise una fatwā dichiarando che tanto la lotta afghana quanto quella palestinese erano jihād nelle quali l'azione militare contro i miscredenti sarebbe stata obbligo personale per tutti i musulmani. L'editto fu appoggiato dal Gran Muftī dell'Arabia Saudita, ʿAbd al-ʿAzīz Bin Bazz.
In tempi recenti, e per motivi legati all'attualità, la locuzione jihād è stata talvolta utilizzata da alcuni fondamentalisti per giustificare la lotta politica e militare contro il predominio economico e culturale occidentale ritenuto aggressivo e globalizzante.